# Zumet
Unitra-Zumet – zakład należący do zjednoczenia UNITRA, mieszczący się w Bartoszycach, w woj. warmińsko-mazurskim. Produkuje ograniczniki temperatury wykorzystywane w sprzęcie elektrycznym i elektronicznym.
W 1996 majątek upadłościowy zakładów Unitra Zumet przejął Bimetal, oddział firmy Stalmot, zajmującej się wyrobem okuć meblowych.
Firma Bimetal Stalmot kontynuuje produkcję w oparciu o technologię starego zakładu.